# Prinsuéjols
Prinsuéjols är en kommun i departementet Lozère i regionen Occitanien i södra Frankrike. Kommunen ligger i kantonen Nasbinals som tillhör arrondissementet Mende. År 2018 hade Prinsuéjols 149 invånare.

## Befolkningsutveckling
Antalet invånare i kommunen Prinsuéjols
| Referens: INSEE |